# Convergencia (Venezuela)
Convergencia Nacional (conocido simplemente como Convergencia) es un partido político venezolano de tendencia humanista y democristiana, con nociones de conservadurismo social. Fue fundado en 1993 por el expresidente Rafael Caldera y disidentes del partido socialcristiano COPEI. La escisión ocurrió tras las disputas internas de escoger la candidatura presidencial del partido COPEI para los comicios de 1993, disputándose entre Caldera o del gobernador del Zulia, Oswaldo Álvarez Paz.
Entre sus postulados, Convergencia defiende la propiedad privada y reconocen a la familia como la institución primaria de la sociedad.

## Orígenes

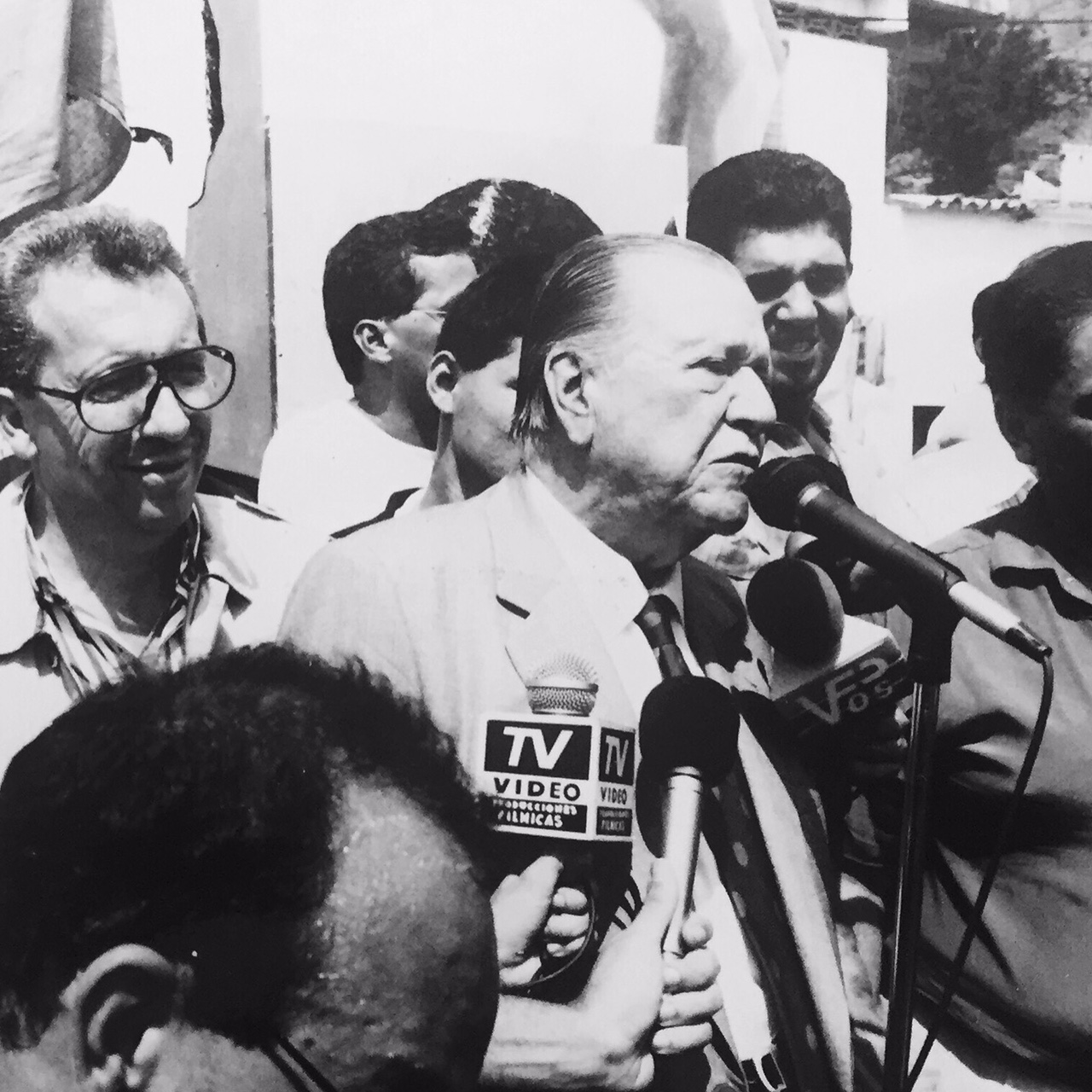
Rafael Caldera en la ciudad de Mérida, durante la campaña presidencial de 1993.

Este partido es creado el 5 de junio de 1993 para apoyar la candidatura de Rafael Caldera para el período 1994-1999. Convergencia integró la coalición electoral denominada chiripero —integrada en su mayoría la izquierda—  creada por los partidos que apoyarían la candidatura de Caldera en la elección de 1993, tales como el Movimiento al Socialismo, el Partido Comunista de Venezuela y el Movimiento Electoral del Pueblo, entre otros. La elección mostró ganador —al escrutarse menos del 50% de las actas— a Andrés Velásquez con el 24%, sin embargo, Caldera venció con el 30% de los votos.

## Participación electoral

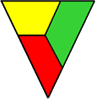
Primera insignia del partido, utilizado desde 1993 hasta 2021.

El partido obtiene en las elecciones parlamentarias de 1993, 25 diputados y 6 senadores al Congreso de la República, sin embargo, AD y Copei obtienen la mayoría como lo venían haciendo desde 1958. Convergencia no participó en las elecciones presidenciales de 1998, pero sí en las parlamentarias, cuando obtuvieron 2 de los 54 puestos del Senado y 4 diputados de los 207.
Tras aprobarse la constitución de 1999, impulsada por el nuevo presidente Hugo Chávez —electo en 1998—, se realizan elecciones generales, donde Convergencia obtiene 4 de los 165 asientos de la nueva Asamblea Nacional, asimismo, todos los diputados electos en el Estado Yaracuy entre ellos el hijo de Caldera, Juan José Caldera. pocos después muchos integrantes del partido encabezados por Eduardo Lapi crearon una organización regional denominada Lo Alacanzado por Yaracuy (LAPY). En el año 2005 decidió retirar todas sus candidaturas para las parlamentarias de 2005 tras la desconfianza del partido —y de la mayoría de los partidos políticos opositores— hacia el Consejo Nacional Electoral.

Votos de la oposición en las elecciones presidenciales de 2006. Mayoría de un partido por Estado.

En las presidenciales de 2006 apoyan al candidato a la presidencia de la república por Un Nuevo Tiempo, Manuel Rosales. donde logran acaparar 57.625 votos —equivalentes al 0,5% de los mismos—. En las elecciones regionales del año 2008, Eduardo Lapi anunció sus aspiraciones ser de nuevo candidato a gobernador del estado Yaracuy, desde su exilio en Perú, país donde se residenció debido a la persecución en su contra por parte del gobierno de Hugo Chávez. El Tribunal Supremo de Justicia no le permitió inscribir su candidatura. En sustitución suya, el partido lanzó a su hermano Filippo Lapi, quien para entonces era alcalde del municipio Peña (Yaritagua). Además, participó otro candidato opositor, el alcalde Cocorote, Edward Capdeville. La victoria fue para Julio César León Heredia, del Partido Socialista Unido de Venezuela (PSUV), quien obtuvo 130.659 votos (57,83%). Lapi fue el segundo candidato con más votos: 65.313 votos, equivalente a 28,91% del total de votos válidos.

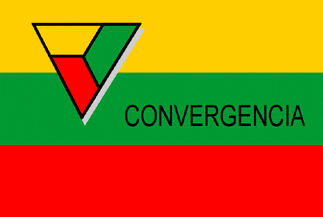
Bandera histórica de Convergencia, utilizado desde su fundación hasta 2021.

En las elecciones parlamentarias del año 2010, Convergencia postuló candidatos a diputados en el estado Yaracuy, en conjunto con los partidos integrantes de la Mesa de la Unidad Democrática. Biagio Pilieri resulta elegido con 97.725 votos por voto lista de Yaracuy. Sin embargo, es apresado antes de tomar juramento, posteriormente, en febrero de 2011, Pilieri es investido como diputado a la Asamblea Nacional. En las elecciones presidenciales de 2012, Convergencia no presentó tarjeta propia, puesto que se plegó a la tarjeta unitaria de la coalición MUD, respaldaba la candidatura de Henrique Capriles Radonski.
El 12 de febrero de 2012, Pilieri se presenta a las elecciones primarias de la MUD para escoger al candidato unitario a gobernador, y obtiene la mayor votación, 35.339 votos (76,1%). Pero en las elecciones regionales del 16 de diciembre de 2012, Pilieri perdió la elección para gobernador nuevamente contra Julio León Heredia —candidato del PSUV— quien obtuvo 127.333 votos (61,48%), Pilieri obtuvo 78.007 votos, de los cuales 27.527 (13,29%) fueron para Convergencia.
En las elecciones parlamentarias de 2015, donde la oposición obtuvo la mayoría en la Asamblea Nacional, Biagio Pilieri va a la reelección, nuevamente por el estado Yaracuy resultando electo con 148.481 votos —siendo este el único diputado de Convergencia—, la votación más alta para la oposición en ese estado desde el 2000.
En las elecciones regionales de 2017, Convergencia postuló nuevamente a Biagio Pilieri como candidato a la gobernación, sin embargo, deciden apoyar a Luis Parra, quien también se postuló como candidato a la gobernación. No obstante, a raíz de irregularidades, el partido no logró retirar a Pilieri, ni tampoco hizo el cambio para apoyar a Parra. En consecuencia, Pilieri participó de forma indirecta como candidato, obteniendo el 0,57% de los votos, de los cuales, el 0,23% son de Convergencia. En 2021, el partido fue habilitado por el Consejo Nacional Electoral para participar en las elecciones regionales. Así mismo, fue habilitado como partido político de carácter nacional.

## Resultados electorales

### Presidenciales
Leyenda:      En coalición con otros partidos.
|  | 30.46 % |

|  | 36.90 % |

|  | 44.31 % |

|  | 49.12 % |

|  | 67,08 % |

### Parlamentarias
|  | 15.57 % |

|  | 2.5 % |

|  | 1.07 % |

|  | 0.3 % |

### Regionales
| Año  | Votos        | %            | Gobernadores | +/-          | Alcaldías    | +/-          |
| ---- | ------------ | ------------ | ------------ | ------------ | ------------ | ------------ |
| 1995 | 388.842      | 8,64         | 1/22         | 1            | 4/335        | 4            |
| 1998 | 126.489      | 2,55         | 1/23         | 1            |              |              |
| 2000 | Sin datos    | Sin datos    | 1/23         | 1            | 6/335        | 2            |
| 2004 | 97.583       | 1,55         | 0/23         | 1            | 5/335        | 1            |
| 2008 | Sin datos    | Sin datos    | 0/23         | 0            | 0/335        | 5            |
| 2010 | No participa | No participa | No participa | No participa | No participa | No participa |
| 2012 | Sin datos    | Sin datos    | 0/23         | 0            | 0/335        | 0            |
| 2017 | Sin datos    | Sin datos    | 0/23         | 0            | 0/335        | 0            |
| 2021 | 8.441        | 0,11         | 0/23         | 0            | 0/335        | 0            |